# Distrito de Anapia
El distrito de Anapia es uno de los siete que conforman la provincia de Yunguyo, ubicada en el departamento de Puno en el sudeste del Perú. Su territorio es completamente insular y forma parte del archipiélago de Huiñaymarca ubicado en el lago homónimo al Sur del lago Titicaca.
Desde el punto de vista jerárquico de la Iglesia católica forma parte de la Prelatura de Juli en la arquidiócesis de Arequipa.

## Historia
El distrito fue creado mediante la Ley n.º 23606 del 1 de junio de 1983, en el segundo gobierno de Fernando Belaúnde.

## Geografía
Su territorio lo conforman ocho islas situadas en el lago Titicaca, en su lago más pequeño llamado Menor o Huiñaymarca, al Sur de la península de Copacabana. Es vecino con Bolivia, en especial con la isla Taiquiri (Provincia Manco Kapac)., con una extensión de 9,54 km² a 3 856 m s. n. m. Sus coordenadas geográficas son: S  16°18′48″ O 68º51'14".
El distrito está conformado por las islas de Caana, Pataguata, Yuspique, Anapia, Suana, Huatacaaño, Guatasuana y Caaño y un sector de la laguna de Huiñaimarca.

## Demografía
Según censo de población y vivienda del año 2007 la población total del distrito es de 2 294 habitantes. De los cuales 1 533 habitantes en el pueblo de Anapia, 450 habitantes en Suana y 311 habitantes es considerada población dispersa.

## Autoridades

### Municipales
- 2015 - 2018[6]
  - Alcalde: Ángel Antonio Segales Escobar,[7] de Democracia Directa.
  - Regidores:

  1. Juan Segales Onofre (Democracia Directa)
  2. Valentina Chiquipa Coaquira (Democracia Directa)
  3. Laura Graciela Flores Limachi (Democracia Directa)
  4. Milca Mamani Ticona[7] (Democracia Directa)
  5. Leonardo Mamani Limache (Proyecto de la Integración para la Cooperación)

## Festividades
- Mayo: 3 de mayo.
- Septiembre: 14 de septiembre == Señor de la Exaltación
- Octubre: Virgen del Rosario